# Lagartijo
Rafael Molina Sánchez dit « Lagartijo » (« Petit lézard »), né à Cordoue (Espagne) le 27 novembre 1841 et mort à Cordoue le 1er août 1900, est un matador espagnol.

## Présentation
Son père était banderillero, et le garçon l'accompagne très jeune. Il combat deux  becerros (« veau de 1 à 2 ans ») le 8 septembre 1851, alors qu’il n’est âgé que de neuf ans. Depuis ce jour, et jusqu’à son alternative, il fait partie des cuadrillas (« équipes ») des plus fameux matadors de son époque, notamment Pepete et « El Gordito».
Il prend l’alternative le 29 septembre 1865 à Úbeda (Espagne, province de Jaén) avec comme parrain « El Gordito », face à des taureaux de la Veuve de Ontiveros. Il confirme son alternative à Madrid le 15 octobre 1865 avec comme parrain Cayetano Sanz, face à des taureaux de la ganadería de Gala Ortíz.
En 1868, il affirme sa rivalité avec Frascuelo et  Cúchares. Torero « harmonieux », il charme le public par son physique et par sa rapidité à l'esquive, d'où son surnom de lagartijo (petit lézard).
Le 4 juillet 1878, Lagartijo est présent à Paris dans les premières arènes en bois construite à l'occasion de l'exposition universelle. Il tue illégalement le premier taureau. Il revient en 1889 dans les arènes de la rue Pergolèse à Paris où il fait deux fois le paseo les 20 et 21 août, toréant au simulacre en compagnie de Ángel Pastor. 
Sa carrière est brillante. Il ne commence à décliner qu'au début des années 1890. Il se retire en 1893 à Cordoue après avoir été considéré comme l’un des plus grands matadors de son temps. Il meurt en 1900 dans une atmosphère de vénération générale